# Atherstone on Stour
Atherstone on Stour – wieś w Anglii, w hrabstwie Warwickshire, w dystrykcie Stratford-on-Avon. Leży 16 km na południowy zachód od miasta Warwick i 131 km na północny zachód od Londynu. Miejscowość liczy 59 mieszkańców.